# Cinchona macrocalyx
Cinchona macrocalyx är en måreväxtart som beskrevs av Pav. och Dc.. Cinchona macrocalyx ingår i släktet Cinchona och familjen måreväxter. Inga underarter finns listade i Catalogue of Life.